# Lilla Alspångegöl
Lilla Alspångegöl är en sjö i Västerviks kommun i Småland och ingår i Botorpsströmmens huvudavrinningsområde.